# Sunset Blvd.
Sunset Blvd. je film režiséra Billyho Wildera, líčící touhu bývalé hvězdy němého filmu Normy Desmondové po comebacku. Ta si za tímto účelem najme neúspěšného scenáristu Gillise. Portrét specifického filmařského zákulisí získal 11 nominací na Oscara, z čehož 3 vyhrál.